# Tuora-Sis
Tuora-Sis (ros. Туора-Сис) – pasmo górskie w azjatyckiej części Rosji, w Jakucji, w północnej części Gór Wierchojańskich. Od wschodu graniczy z pasmem Charaułachskij chriebiet, a od zachodu z rzeką Lena za którą znajdują się Góry Czekanowskiego. Od północy i południa ograniczają je rzeki Kengdej i Czubukułach.
Długość pasma wynosi około 100 km. Najwyższym szczytem jest Sokujdach-Chajata (990 m n.p.m.).
Pasmo zbudowane z piaskowców, wapieni, łupków i kwarcytów. Roślinność tundrowa, w dolinach tajga modrzewiowa. Zachodnie zbocza pasma stromo opadają do Leny. Część pasma znajduje się na terenie rezerwatu przyrody „Lena-Delta” obejmującego deltę Leny i jej okolice.
Klimat arktyczny. Najniższe temperatury występują w styczniu (–34 °C). Średnia temperatura w lipcu wynosi  7 °С. 